# West Point (Alabama)
West Point è un comune degli Stati Uniti d'America situato nella contea di Cullman dello Stato dell'Alabama.